# Феї (фільм, 1966)
«Феї» (італ. «Le Fate») — італійсько-французька кінокомедія з чотирьох новел, знята режисерами Мауро Болоньїні, Маріо Монічеллі, Антоніо П'єтранджелі і Лучано Сальче. Фільм вийшов 22 листопада 1966 року.

## Сюжет
Кіноальманах з чотирьох частин оповідає про хитрість і віроломство жінок та про дурість чоловіків.
Сабіна
Німфоманка Сабіна хоче, щоб її згвалтували, тому переслідує чоловіків.
Арменія
Циганка Арменія сватається до місцевого лікаря, але в потрібний момент тікає від нього.
Елена
Елена — одружена жінка, яка обманює свого чоловіка.
Марта
Марта — багата пані, яка вдовольняє свої сексуальні бажання  з дворецьким.

## У ролях
| Моніка Вітті         | ···· | Сабіна (Сабіна)          |
| Енріко Марія Салерно | ···· | Джанні (Сабіна)          |
| Клаудія Кардинале    | ···· | Арменія (Арменія)        |
| Гастоне Москін       | ···· | доктор Альдіні (Арменія) |
| Ракель Велч          | ···· | Елена (Елена)            |
| Жан Сорель           | ···· | Луїджі (Елена)           |
| Капучіне             | ···· | Марта (Марта)            |
| Альберто Сорді       | ···· | Джованні (Марта)         |

## Знімальна група
| Режисер    | ···· | Мауро Болоньїні, Маріо Монічеллі, Антоніо П'єтранджелі, Лучано Сальче                                                               |
| Сценарій   | ···· | Руджеро Маккарі, Луїджі Маньї, Роберто Сонего, Сузо Чеккі д'Аміко, Лучано Сальче, Родольфо Сонего, Тоніно Гуерра, Джорджо Сальвіоні |
| Продюсер   | ···· | Джанни Хект Лукарі, Фаусто Сарачені                                                                                                 |
| Оператор   | ···· | Леоніда Барбоні, Карло Ді Пальма, Даріо Ді Пальма, Армандо Наннуцці                                                                 |
| Композитор | ···· | Армандо Тровайолі |
| Художник   | ···· | Маріо К'ярі, П'єро Джерарді, П'єр Луїджі Піцці, Лука Сабателлі, Віто Анцалоне, Антоніо Мартіні                                      |
| Монтаж     | ···· | Ніно Баральї, Франко Фратічеллі, Руджеро Мастроянні, Серджо Монтанарі                                                               |